# Roll Resolver
Roll Resolver oder Roll Resolver Assembly ist eine Radarbaugruppe mit einer technischen Lösung zur elektronischen Kompensation der Lageveränderung eines in einem Flugzeug betriebenen Radars (zum Beispiel durch das Rollen) durch Änderung der Phasenverschiebung in den Antennengruppen einer Monopuls-Antenne. Die Information über die Lageänderung wird aus einem Kreiselkompass entnommen und liegt als Eingangssignal an einem Prozessor an, der die Steuerung der Phasenschieber übernimmt und damit das Antennendiagramm unabhängig von einer Lageveränderung des Flugzeuges im Raum in der gewünschten Richtung hält. Bei dieser Lösung werden keine mechanischen Veränderungen an der Antenne vorgenommen.
Die Veränderung der Phasenlage in den einzelnen Kanälen kann diskret durch pin-Diodenschalter oder durch Ferritbauelemente innerhalb der Hohlleiter erfolgen. Typischerweise sind mehrere dieser Geräte notwendig, um eine Stabilisierung des Radargerätes im Seitenwinkel und im Höhenwinkel zu gewährleisten. Es wird somit nicht nur das Rollen, sondern auch das Nicken und Gieren des Flugzeuges kompensiert. Roll Resolver sind an Bord der US-amerikanischen B1- und B2-Bomber installiert.